# Hunor y Magor

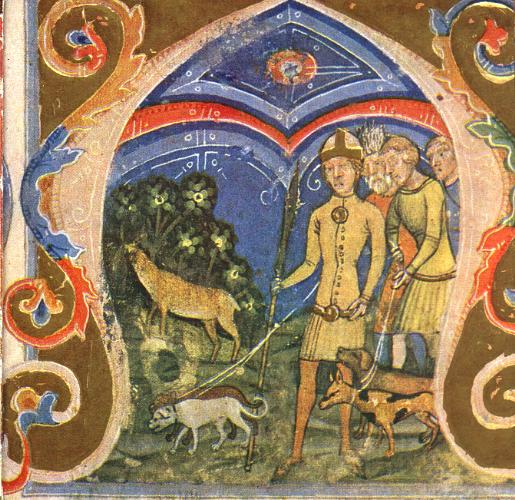
En la caza del Ciervo Maravilloso. Imagen de la Crónica ilustrada húngara (1360).

Hunor y Magor es una conocida leyenda húngara registrada primeramente en el siglo XIII y posteriormente en el siglo XIV. En ésta se narra el origen y parentesco entre los húngaros y los hunos.

## La leyenda
Según la leyenda, tras la muerte de su padre, los dos hermanos Hunor y Magor partieron de cacería fuera de sus dominios junto con cien hombres a caballo. Durante la larga cacería, un majestuoso ciervo saltó frente a ellos. Este era el Ciervo Maravilloso o prodigioso (en húngaro: csodaszarvas), un ser mítico que es descrito de forma diferente según varias fuentes. En algunas se representa siempre cubierto por un aura de luz; en otras, sencillamente como un ciervo blanco. En el asentamiento de Bulcsu, Hungría, se le recuerda por tener el sol entre sus mil cuernos, los cuales tienen en cada punta una vela.
Los dos hermanos persiguieron día y noche al ciervo y no lograron darle caza. Tras seguirle por mucho tiempo, finalmente perdieron el rastro para regresar a su hogar y el ciervo no apareció de nuevo. Decidieron establecer un campamento en un bosque cercano, para así descansar y planear qué harían, cuando en medio del silencio de la noche Hunor y Magor comenzaron a escuchar una música maravillosa. Cuando fueron a ver de dónde procedía, arribaron a un claro en el bosque, donde hadas realizaban una danza. Las dos doncellas del medio eran hijas del Príncipe de los Alanos, Dul, las cuales se asustaron ante la llegada de los dos hermanos y salieron corriendo. Después de perseguirlas, las secuestraron y desposaron, así como sus hombres lo hicieron con las otras cien doncellas restantes.
Luego de que se reprodujesen, los hijos de Hunor se convirtieron en los hunos, así como los hijos de Magor se volvieron la gente magiar (húngara). Cuando no hubo suficiente espacio para ambas naciones, se decidió que los descendientes de Hunor viajarían hacia el oriente y los de Magor hacia el occidente. Según la leyenda, los hunos decidieron que para hallar la dirección exigida por el dios, un hombre ciego debía girar siete veces la espada de dios y arrojarla, pero un viento la atrapó y así ambas naciones marcharon hacia occidente. De esta forma, Atila el huno halló la espada de dios arrojada junto al río Tisza, por lo que se asentaron en la región de la actual Hungría.